# Andrónico Paleólogo
Andrónico Paleólogo (en griego: Ανδρόνικος Παλαιολόγος, en serbio: Андроник Палеолог; c. 1400 - 1429) fue un príncipe bizantino y el último gobernador de Tesalónica con el título de déspota desde 1408 hasta 1423. Su vida estuvo marcada por la fragilidad de su salud, las tensiones políticas de la última etapa del Imperio bizantino y el constante acoso del Imperio otomano. 
Como miembro de la influyente dinastía Paleólogo, se desempeñó en la administración de una de las ciudades más importantes del Imperio: Tesalónica, cuyo gobierno asumió en la niñez bajo tutela militar. Su mandato coincidió con el declive territorial y militar bizantino, lo que lo obligó a afrontar un asedio otomano y a negociaciones que culminaron con la cesión de la ciudad a la República de Venecia. Las circunstancias de sus últimos años siguen siendo motivo de debate entre los historiadores, debido a las versiones contradictorias de las fuentes bizantinas y venecianas sobre su destino final.

## Biografía
Andrónico era el tercer hijo del emperador bizantino Manuel II Paleólogo y su esposa Helena Dragaš, hija del príncipe serbio Constantino Dragaš. Sus hermanos mayores eran Juan, sucesor de su padre y Teodoro, déspota de Morea, mientras que sus hermanos menores incluían a Constantino, el último emperador bizantino, así como Demetrio y Tomás, quienes gobernaron también como déspotas en Morea.
De niño, Andrónico sobrevivió a la enfermedad que mató a su hermano mayor, Constantino, y a dos hermanas. Nunca se recuperó en su totalidad y continuó teniendo mala salud durante el resto de su vida. Cuando tenía sólo cinco años su padre lo nombró déspota y le asignó a gobernar Tesalónica, como sucesor de su fallecido primo Juan VII Paleólogo. Debido a que todavía era menor de edad, los primeros años de su gobierno, hasta c.  1415/1416, estuvieron bajo la regencia del general Demetrio Láscaris Leontario.

Mapa del Imperio bizantino en 1410.

Cuando su hermano Juan VIII fue nombrado coemperador por su padre en 1421, el Imperio bizantino estaba en conflicto con el Imperio otomano, y por ese motivo este último sitió Constantinopla en 1422 y Tesalónica sufrió también un largo bloqueo entre 1422 y 1423. Asediado y con crecientes problemas de salud, Andrónico inició iniciativas diplomáticas para la rendición de la ciudad a la República de Venecia. Estas negociaciones dieron como resultado, aunque no contó con el apoyo de toda la población y se opuso la Iglesia, que desconfiaba de los latinos, la entrada de una fuerza veneciana en la ciudad en 1423. La entrega de la ciudad contribuyó al estallido de la primera de una serie de guerras entre Venecia y el Imperio otomano, que conquistó Tesalónica en 1430.
Su destino tras la rendición de Tesalónica es oscuro, con relatos contradictorios en las fuentes. El Códice Morosini veneciano contemporáneo menciona una conspiración orquestada por Andrónico para entregar la ciudad a los turcos. El complot fue descubierto en noviembre de 1423, y Andrónico y sus partidarios fueron exiliados, con el déspota enviado a Nauplia en Morea, y sus partidarios a Sitía en Creta, Andros y otros lugares. Según el académico griego Apostolos Vakalopoulos, esta conspiración puede ser idéntica al encarcelamiento de cuatro aristócratas destacados, encabezada por un tal Platyskalites, por su asociación con los otomanos, como lo relata el historiador bizantino Ducas. Los cuatro hombres fueron exiliados, primero a Creta, y luego a la propia Venecia y Padua. Las fuentes bizantinas no mencionan la participación de Andrónico en una conspiración, y registran diferentes destinos para él: Laónico Calcocondilas registra que fue a Mantinea en Morea, donde murió; Teodoro Spanduguinos escribe que navegó hacia Venecia, pero murió durante el viaje; Jorge Esfrantzes afirma que se convirtió en monje en el Monasterio de Pantocrátor en Constantinopla, donde murió en 1429 y fue enterrado junto a su padre; varias otras fuentes, incluido Pseudo-Esfrantzes, afirman que se convirtió en monje en el Monte Athos, específicamente en el Monasterio de Vatopedi, donde murió.
Según Sideras, tuvo varios hijos, entre ellos Juan, mencionado como déspota en 1419.